# Dieter Hörner

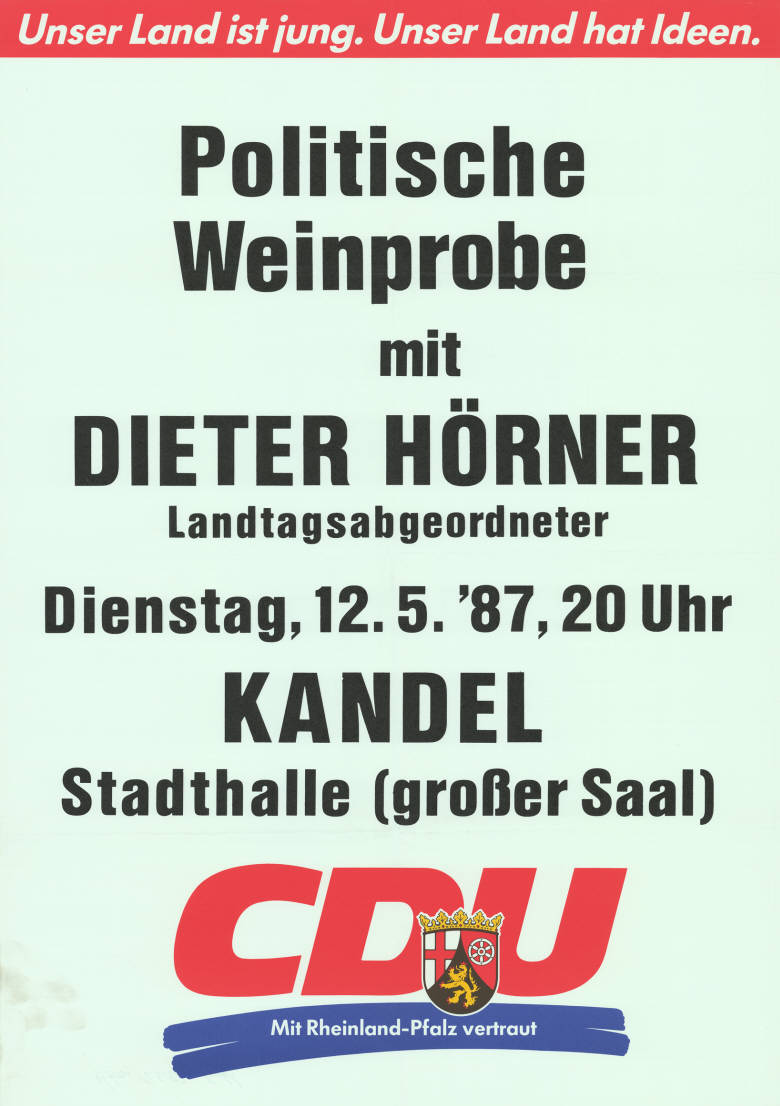
Politische Weinprobe mit Dieter Hörner

Dieter Hörner (* 23. April 1941 in Edenkoben; † 23. Mai 2014 in Landau) war ein deutscher Politiker (CDU) in Rheinland-Pfalz.

## Leben und Beruf
Nach dem Besuch der Volksschule und des Progymnasiums legte Hörner 1957 die Mittlere Reife ab. Danach folgte von 1960 bis 1962 ein Volontariat als Journalist. Anschließend war er bis 1964 als Redakteur der Zeitung Die Rheinpfalz in Landau beschäftigt. Seit 1964 war Hörner freier Journalist und Korrespondent der Deutschen Presse-Agentur, von 1971 bis 1983 freier Journalist und Geschäftsführer des Vereins Südliche Weinstraße in Landau; ab 1988 bis zu seinem Tod war er Präsident des Vereins. Er war außerdem Mitgeschäftsführer des Höma-Verlags in Offenbach an der Queich.

## Politische Karriere
Hörner war von 1972 bis 1976 Vorsitzender des CDU-Gemeindeverbands Landau-Land und von 1977 bis 1989 Vorsitzender des CDU-Gemeindeverbands Offenbach. In vier Wahlperioden (15. August 1981 bis 19. Mai 1996) gehörte er dem rheinland-pfälzischen Landtag an. Er rückte in der 9. Wahlperiode für Dieter Ziegler nach. In drei Wahlperioden (9.–11.) war Hörner Mitglied im Ausschuss für Landwirtschaft, Weinbau und Forsten, in der 10. und 12. Wahlperiode gehörte er zusätzlich dem Medienpolitischen Ausschuss an, davon in der 12. Wahlperiode als stellvertretender Vorsitzender. In der 9. Wahlperiode gehörte er dem Untersuchungsausschuss Wein und in der 11. Wahlperiode dem Untersuchungsausschuss Firma Pieroth an.
Er war Vorsitzender der CDU-Fraktion des Verbandsgemeinderats Offenbach und Erster Beigeordneter der Verbandsgemeinde Offenbach. Von 1989 bis 2004 war Hörner Ortsbürgermeister von Bornheim, wo ihm auch die Ehrenbürgerschaft verliehen wurde.

## Sonstiges Engagement
Hörner war von 1974 bis 1996 Mitglied im Rundfunkrat des SWF, Vorsitzender des Kuratoriums Deutsche Weinstraße, Präsident des Rotary-Clubs Bad Bergzabern, Präsident des ersten Deutschen Weinlehrpfads in Schweigen und 1998 Gründungsvorsitzender der Aktion Pfalzstorch. 1985, also während seiner Tätigkeit im Rundfunkrat, hatte er die Idee zum Erlebnistag Deutsche Weinstraße, dessen großer Erfolg ab 1987 zur Tradition wurde. Hörner war darüber hinaus als Vorsitzender des Pfälzischen Journalistenverbands aktiv.

## Werke
- Egon Ehmer, Dieter Hörner (Hrsg.): Bornheim – Bilder und Geschichten erzählen aus vergangenen Tagen. Bilder und Texte. Verlag Geiger, Horb am Neckar 1995, ISBN 3-89570-020-7.

## Ehrungen
- Bundesverdienstkreuz am Bande (1990)
- Bundesverdienstkreuz Erster Klasse (1997)
- Wappenschild des Landkreises Südliche Weinstraße (2000)
- ödp-Umweltpreis (2003)
- Ehrenbürger von Bornheim (nach 2004) wegen seiner Verdienste als Ortsbürgermeister und Historiker